# Иштибури
Иштибури — село в Унцукульском районе Дагестана.

## География
Село расположено у подножья горы Аракмеэр (2122 м), на р. Энжерух (бассейн р. Андийское Койсу), в 28 км к юго-западу от районного центра с. Унцукуль.

## История
Центр сельского общества (в XIX в.).
Центра сельсовет с 1966 года.
В 1944—1957 годы жители села переселены в село Иштибури (быв. Нижние Курчали) Ритлябского района ДАССР.

## Население
| 1888 | 1895 | 1926 | 1939 | 1970 | 1989 | 2002 |
| ---- | ---- | ---- | ---- | ---- | ---- | ---- |
| 193  | ↘192 | ↗196 | ↘180 | ↗215 | ↗242 | ↗379 |
| 2010 | 2021 |      |      |      |      |      |
| ↘291 | ↗343 |      |      |      |      |      |